# Spermacoce marginata
Spermacoce marginata är en måreväxtart som beskrevs av George Bentham. Spermacoce marginata ingår i släktet Spermacoce och familjen måreväxter.
Artens utbredningsområde är Queensland. Inga underarter finns listade i Catalogue of Life.